# Bearn o La sala de las muñecas (película)
Bearn o La sala de las muñecas es una película dramática española estrenada en 1983, dirigida por Jaime Chávarri y basada en la novela homónima de Llorenç Villalonga.

## Argumento
Mallorca, 1865. Se celebran los funerales por los señores de Bearn, cuyo lema siempre ha sido "antes morir que mezclar mi sangre". El capellán Juan Mayol, huérfano que desconoce su pasado, decide reconstruir la historia de su familia: la estancia de Don Antonio en París, su regreso a Bearn, la visita al Papa, la pasión de don Antonio por Doña Xima, su sobrina... 

## Premios
39.ª edición de las Medallas del Círculo de Escritores Cinematográficos
| Categoría        | Persona            | Resultado |
| ---------------- | ------------------ | --------- |
| Mejor actriz     | Amparo Soler Leal  | Ganadora  |
| Mejor decoración | Gil Parrondo       | Ganador   |
| Mejor montaje    | José Luis Matesanz | Ganador   |

Fotogramas de Plata
| Categoría            | Persona           | Resultado |
| -------------------- | ----------------- | --------- |
| Mejor actriz de cine | Amparo Soler Leal | Ganadora  |
| Mejor actor de cine  | Imanol Arias      | Candidato |

- Festival Internacional de Cine de Montreal: Premio del Jurado